# Scrobigera taeniata
Scrobigera taeniata är en fjärilsart som beskrevs av Rothschild och Jordan 1903. Scrobigera taeniata ingår i släktet Scrobigera och familjen nattflyn. Inga underarter finns listade.